# 訃報 2000年6月
訃報 2000年6月（ふほう 2000ねん6がつ）では、2000年（平成12年）6月中に物故した、又は物故が報じられた人物についてまとめる。

## （1日 - 15日）

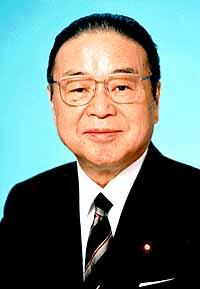
梶山静六／6月6日没

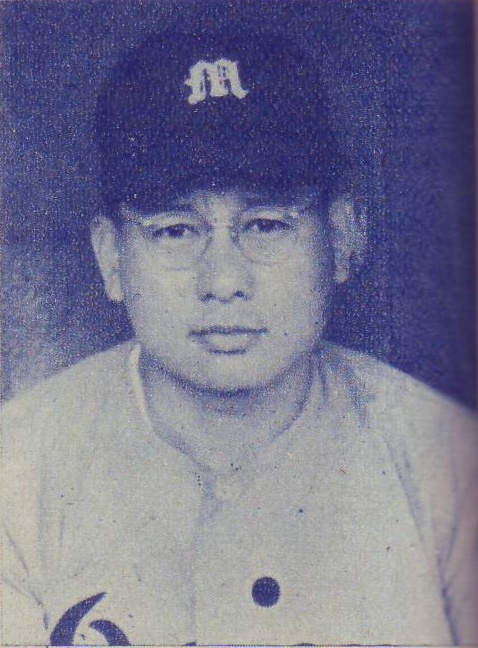
大館勲／6月8日没

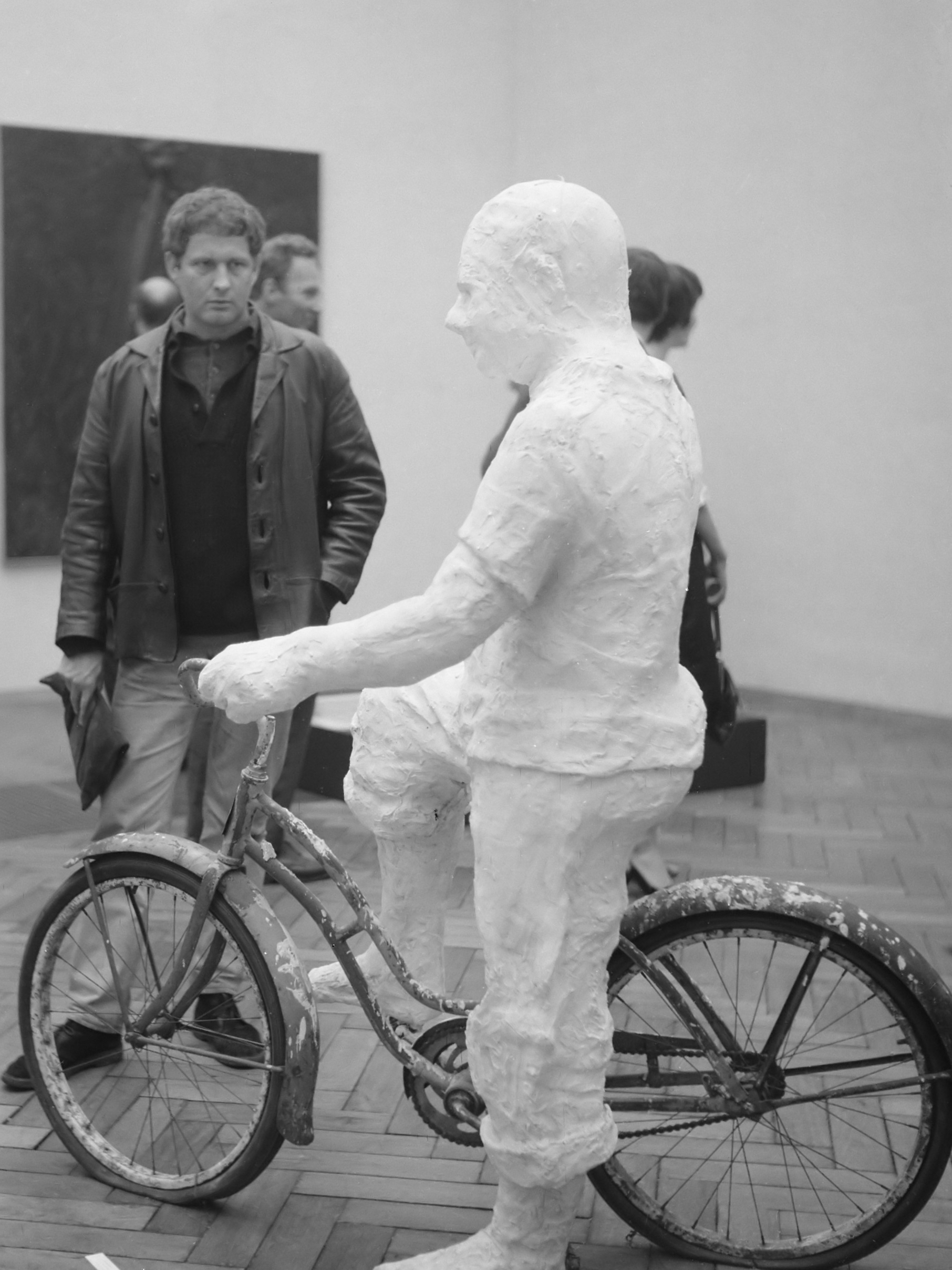
ジョージ・シーガル／6月9日没

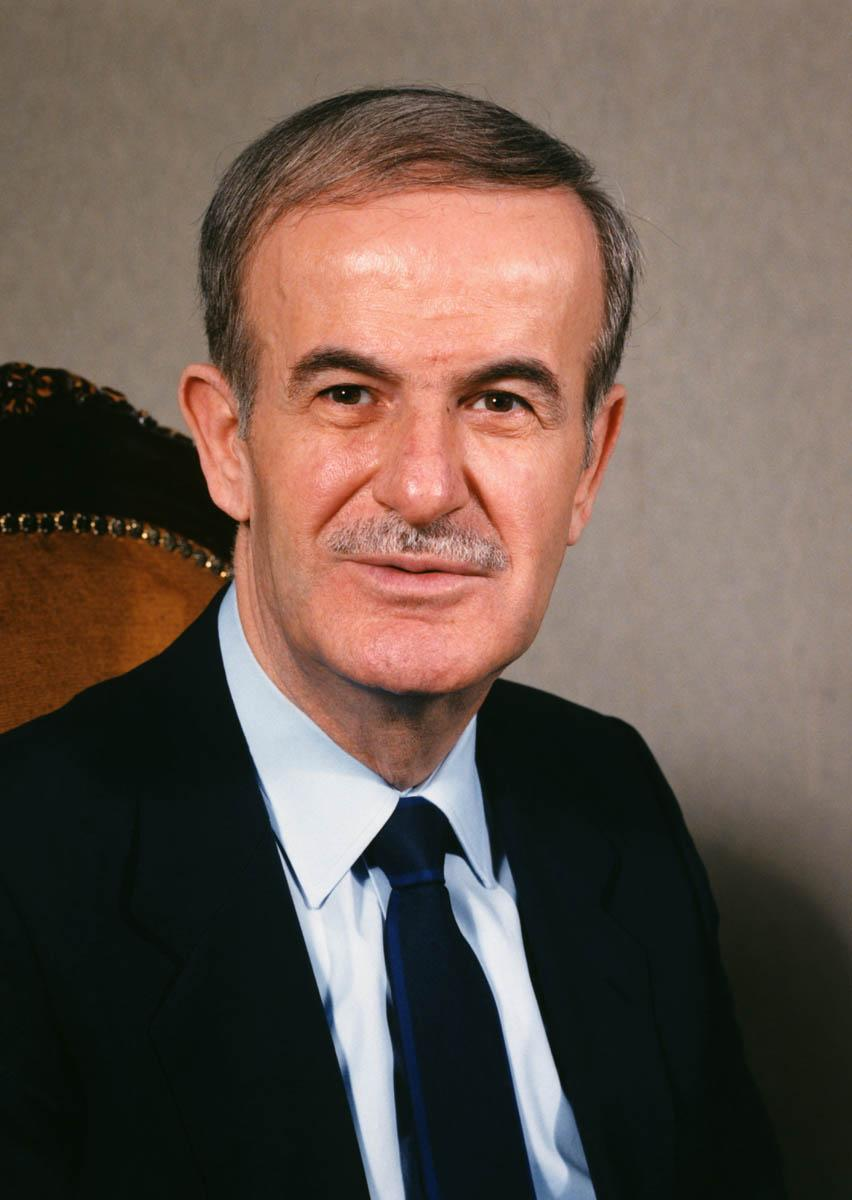
ハーフィズ・アル＝アサド／6月10日没

- 6月6日 - 飯島晴子、俳人（* 1921年）
- 6月6日 - 梶山静六、政治家、元内閣官房長官・自由民主党幹事長（* 1926年）
- 6月8日 - 宇佐美一夫、プロ野球選手（* 1914年）
- 6月8日 - 大館勲、プロ野球選手（* 1917年）
- 6月9日 - ジョージ・シーガル、彫刻家・画家（* 1924年）
- 6月10日 - 中野二郎、作曲家・編曲家（* 1902年）
- 6月10日 - ハーフィズ・アル＝アサド、シリア前大統領（* 1930年）
- 6月13日 - 目崎徳衛、国文学者（* 1921年）
- 6月15日 - 松鶴家千代若、漫才師（* 1908年）

## （16日 - 30日）

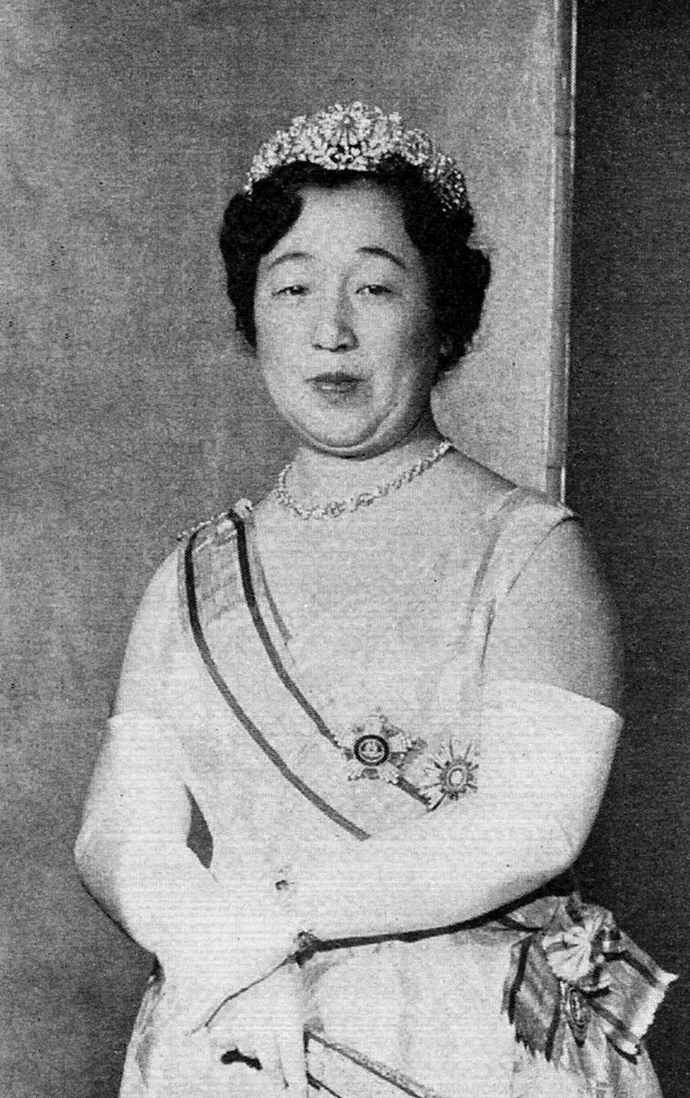
香淳皇后／6月16日没

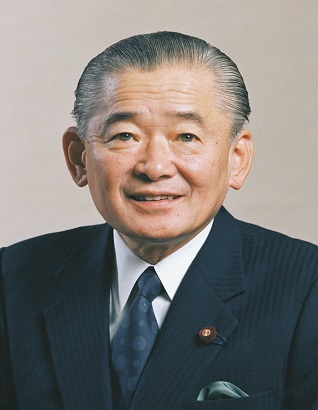
竹下登／6月19日没

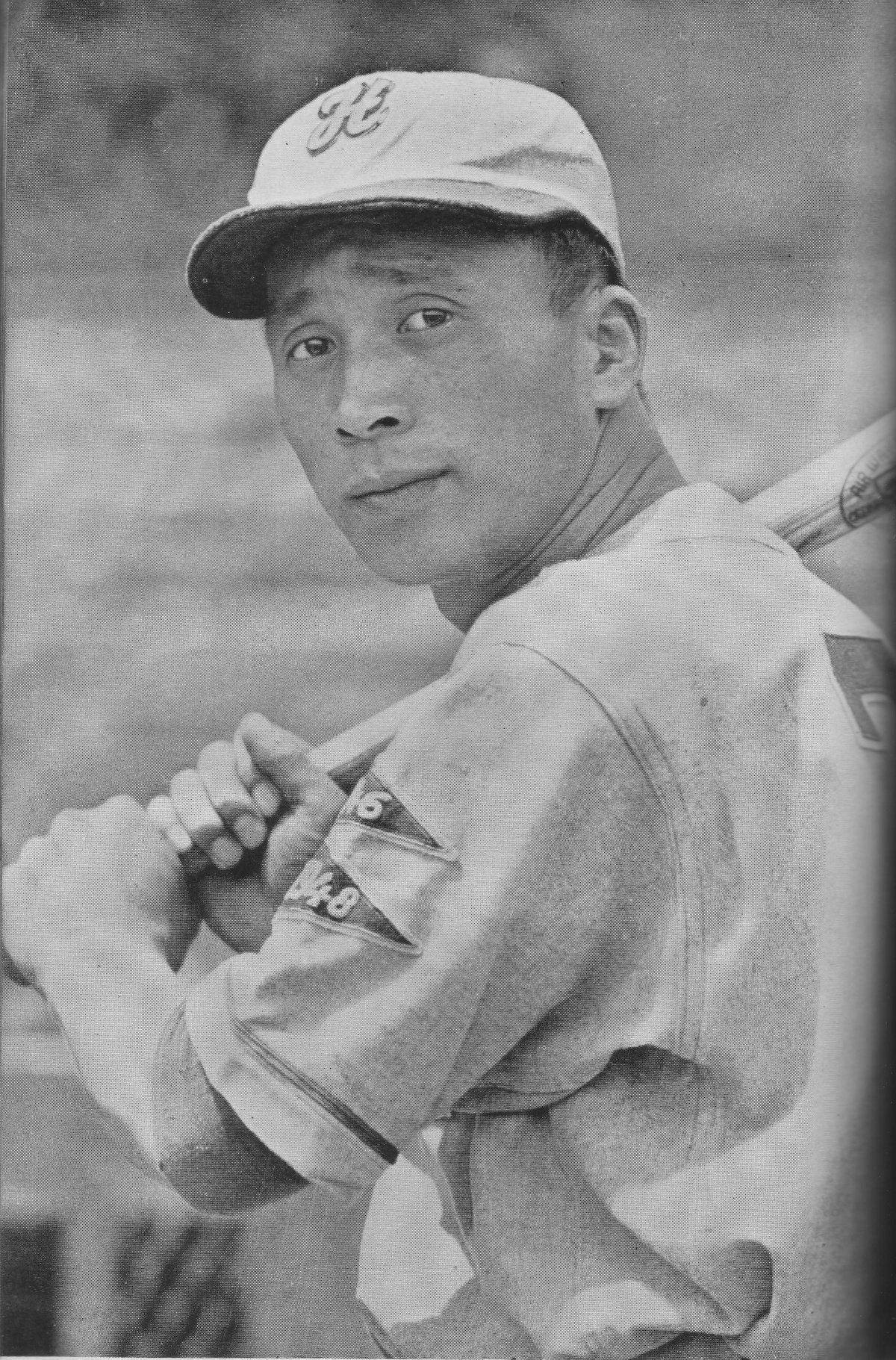
飯田徳治／6月19日没

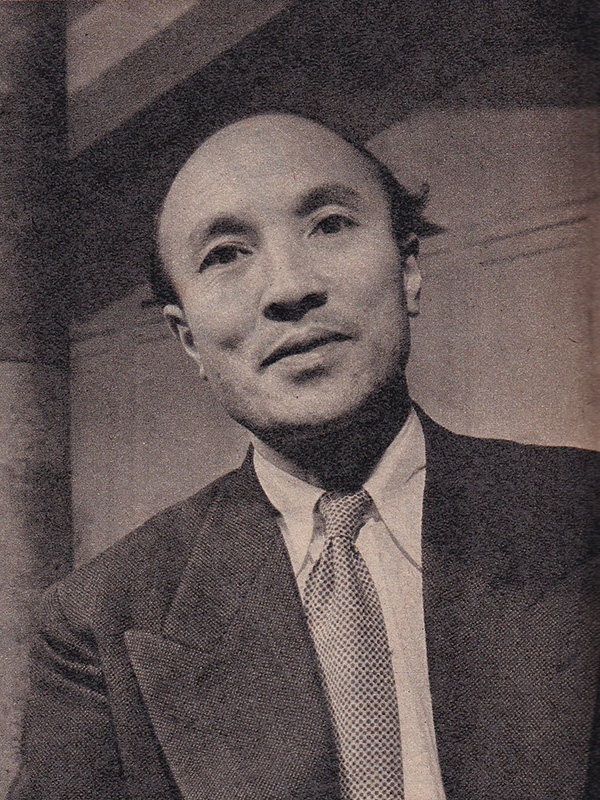
滝沢修／6月22日没

- 6月16日 - 香淳皇后、昭和天皇の皇后（* 1903年）
- 6月16日 - 長持栄吉、プロ野球選手（* 1918年）
- 6月19日 - 竹下登、第74代内閣総理大臣（* 1924年）
- 6月19日 - 飯田徳治、プロ野球選手（* 1924年）
- 6月22日 - 滝沢修、俳優（* 1906年）
- 6月22日 - 三鬼彰、実業家（* 1921年）
- 6月29日 - 三好俊夫、松下電工代表取締役名誉会長（* 1921年）
- 6月30日 - 山吹まゆみ、女優（* 1940年）
- 6月30日 - アンリ菅野、ジャズ歌手（* 1948年)